# Владимир-Волынский уезд
Влади́мир-Волы́нский уе́зд — административная единица в составе Волынской губернии Российской империи. Административный центр — город Владимир-Волынск.

## История
Образован в 1795 году.
Место массовых выступлений в ходе Польского восстания 1863—1864 годов.
Во время революции 1905—1907 годов уезд охватили крестьянские выступления. В Первую мировую войну на территории уезда велись боевые действия. К осени 1915 года уезд был занят австро-германским войсками. После окончания войны территория уезда согласно Рижскому договору вошла в состав Польши.

## География
Площадь уезда составляла 5695,8 кв. вёрст (или почти 6482 км²). Владимир-Волынский уезд располагался на крайнем западе Волынской губернии. К северо-востоку от него располагался Ковельский, к востоку — с Луцкий, а к юго-востоку — Дубенский уезд той же губернии. На севере граничил уезд с Гродненской губернией, на западе — с Холмской (с 1912 года; в 1867—1912 годах — с Седлецкой и Люблинской; в 1844—1867 годах — с Люблинской губернией), а на юге и юго-западе — с Австро-Венгрией.

### Почвы и добычи
Почва территорий, находившихся в южной части уезда, — почти исключительно чернозём или его смесь с небольшим количеством глины; остальная часть уезда располагалась на почвах глинистых и песчаных. В уезде имелся кварц в виде песка и эрратические валуны (больше всего — около Устилуга и Любомля). Глина добывалась около Владимира-Волынска для кирпичных заводов; её добыто в 1890 году 12 300 пудов. Известняка добыто у Владимир-Волынска 400 пудов. Мел добывался во многих местах и служил большею частью для побелки изб. Торфа в уезде было много, но он не разрабатывался для топлива, а шёл на удобрение почвы.

## Население
В 1889 году в уезде считалось всех жителей 198 688 человек, в том числе 100 497 мужчин и 98 191 женщин.
| дворяне                             | 806     |
| духовенство                         | 1154    |
| городские сословия (купцы и мещане) | 14 070  |
| крестьяне                           | 167 986 |
| прочие                              | 14 672  |

Прирост населения за 1889 год составил 4176 человек.
По данным Первой всероссийской переписи (1897) в уезде проживало уже 137 906 мужчин и 139 359 женщин — то есть 277 265 человека.

### Языковой состав
Согласно переписи населения 1897 года родным языком указали:
| № п/п | Родной язык                | Мужчин | Женщин  | Всего   | от населения уезда |
| ----- | -------------------------- | ------ | ------- | ------- | ------------------ |
| 1.    | Великорусский              | 4542   | 3111    | 7653    | 2,6702 %           |
| 2.    | Малорусский                | 99 021 | 100 850 | 199 871 | 72,0866 %          |
| 3.    | Белорусский                | 10     | 3       | 13      | 0,0047 %           |
| 4.    | Польский                   | 11 532 | 11 693  | 23 225  | 8,3765 %           |
| 5.    | Чешский                    | 785    | 858     | 1643    | 0,5926 %           |
| 6.    | Молдавский и румынский     | 19     | 0       | 19      | 0,0067 %           |
| 7.    | Французский                | 1      | 8       | 9       | 0,0032 %           |
| 8.    | Немецкий                   | 7837   | 7902    | 15 739  | 5,6765 %           |
| 9.    | Еврейский                  | 13 980 | 14 923  | 28 903  | 10,4243 %          |
| 10.   | Вотяцкий                   | 20     | 0       | 20      | 0,0072 %           |
| 11.   | Мордовский                 | 11     | 0       | 11      | 0,0040 %           |
| 12.   | Татарский                  | 69     | 1       | 70      | 0,0252 %           |
| 13.   | Чувашский                  | 50     | 0       | 50      | 0,0180 %           |
| —     | Не указавшие родного языка | 2      | 0       | 2       | 0,0007 %           |
| —     | Остальные                  | 27     | 10      | 37      | 0,0133 %           |

### Религиозный состав
По данным на 1889 год:
| православные                       | 156 501 |
| римские католики                   | 20 137  |
| протестанты                        | 8703    |
| иудеи                              | 12 490  |
| остальные (в том числе мусульмане) | 857     |

### Колонисты
В период с 1787 по 1791 год в уезде поселились меннониты; самая старая их колония — Скверневские Голендры. Немецких поселенцев в уезде насчитывалось в 1861 году 577 человек. В 1874 году всех колоний было 12, и в них жило 1230 человек. Чехи начали селиться в губернии в шестидесятых годах XIX века; в 1884 году их было 1354 человека. Всех иностранных поселенцев считалось в 1882 году в уезде 14 192 человек (12 838 немцев и 1354 чеха). Жили они в 105 колониях, в которых 2342 двора. Земли у них было 37 218 десятин, в том числе собственной 16 112 десятин, а остальная — в долгосрочной аренде. Из колонистов 12 078 человек состояло в русском подданстве и только 2114 — в иностранном. Колонисты занимались преимущественно земледелием; колонии их процветали.

### Иудеи
По данным Юлия Гессена, опубликованным в «Еврейской энциклопедии»:
| год  | купцы-христиане | купцы-иудеи | мещане-христиане | мещане-иудеи   |
| ---- | --------------- | ----------- | ---------------- | -------------- |
| 1799 | 0               | 15 (100 %)  | 1076             | 1834 (63,02 %) |
| 1800 | 0               | 22 (100 %)  | 680              | 1999 (74,62 %) |
| 1801 | 0               | 37 (100 %)  | 672              | 1909 (73,96 %) |
| 1805 | 0               | 34 (100 %)  | 673              | 1943 (74,27 %) |

Иудеи жили, главным образом, в городе и местечках, занимаясь торговлей.
В 1847 году в уезде имелись следующие «еврейские общества»:
| № п/п | Еврейское общество | Численность |
| ----- | ------------------ | ----------- |
| 1.    | Владимирское       | 3930        |
| 2.    | Гороховское        | 1964        |
| 3.    | Дружкопольское     | 611         |
| 4.    | Катовское          | 523         |
| 5.    | Корстицкое         | 384         |
| 6.    | Локачское          | 1150        |
| 7.    | Любомльское        | 2130        |
| 8.    | Милятинское        | 461         |
| 9.    | Оздютичское        | 160         |
| 10.   | Озеранское         | 208         |
| 11.   | Опалинское         | 314         |
| 12.   | Порицкое           | 1100        |
| 13.   | Свинюхское         | 444         |
| 14.   | Устилугское        | 1487        |
|       | Всего              | 14 866      |

Из поселений уезда численностью более 500 человек в конце XIX века иудеи были представлены в наибольшем проценте в следующих:
| №   | местечко   | всего жителей | иудеев | %       |
| --- | ---------- | ------------- | ------ | ------- |
| 1.  | Горохов    | 4699          | 2571   | 54,71 % |
| 2.  | Дружкополь | 1340          | 870    | 64,95 % |
| 3.  | Киселин    | 889           | 873    | 98,20 % |
| 4.  | Локачи     | 2309          | 1730   | 74,93 % |
| 5.  | Любомль    | 4470          | 3297   | 73,76 % |
| 6.  | Оздютичи   | 701           | 701    | 100 %   |
| 7.  | Опалин     | 1612          | 769    | 47,70 % |
| 8.  | Порицк     | 2264          | 1316   | 58,13 % |
| 9.  | Свинюхи    | 1780          | 629    | 35,34 % |
| 10. | Устилуг    | 3590          | 3212   | 89,47 % |

Наиболее распространёнными занятиями в уезде среди иудейского населения в конце XIX века были изготовление одежды и торговля; около 600 женщин были заняты торговлей продуктами сельского хозяйства и частной службой (прислуга).

## Хозяйство
Главным занятием жителей уезда было земледелие. Кроме того, в уезде был развит лесной промысел. Крестьяне занимались рубкой леса, вывозом, доставкою его к пристаням и сплавом. В 1889 году было выдано торговых документов: свидетельств 638, билетов к свидетельствам 292, промысловое свидетельство 51.
За период 1878—1882 годов урожай пшеницы был в среднем сам-5,1, ржи 4,2, овса 4,9 и картофеля 5,6. В уезде было развито пчеловодство. В 1883 году было 907 пасек с 6505 ульями. Занимались пчеловодством преимущественно крестьяне и духовенство. В 1889 году в уезде было 67 111 лошадей, 87 912 голов рогатого скота, 61 103 свиней, овец простых — 94 528 и тонкорунных — 24 966. Овчарные заводы принадлежали исключительно помещикам. Конских заводов было 3, и в них около 100 лошадей.
Всех фабрик и заводов считалось в уезде 57, с производством на сумму 120 330 рублей (1889). По количеству производства самыми значительными были винокуренные заводы (семь винокуренных заводов имели оборотов на 87 888 руб.). За ними шли стеклянные заводы (3) с производством на 10 180 руб. Костопальных заводов было 2, мыловаренных — 1, кожевенных — 9, свечной — 1, маслобойных — 12, пивоваренных — 6, смоляных — 3, кирпичных — 12, суконная фабрика — 1. Мельниц в уезде насчитывалось 243; из них: 5 паровых, 113 водяных, а остальные — ветряные. Ремесленников в уезде в 1889 году было 2653 мастера, 412 рабочих и 547 учеников. Из ремесленников более всего ткачей (433 мастеров, 20 рабочих и 86 учеников), сапожников, портных и бондарей. Лесное хозяйство в уезде было поставлено плохо. При правильном хозяйстве ежегодная вырубка леса в уезде должна быть не более 2199,23 десятин, а его вырубали по 8 с лишком тысяч десятин. Ярмарок в уезде было 60 с оборотом более чем на миллион рублей.

## Просвещение и медицина
Школ в уезде, находящихся в заведовании инспектора народных училищ, было 14 русских и 3 чешских; кроме того, в каждой почти немецкой колонии своя школа; 6 богаделен, 2 больницы и 7 аптек (1889). Врачей — 11.

## Административное деление
В административном отношении в начале XX века уезд разделялся на 23 волости, в которых 337 сельских обществ, а в них — 25 675 дворов.
| №   | волость                | административный центр |
| --- | ---------------------- | ---------------------- |
| 1.  | Бранская волость       | Браны                  |
| 2.  | Вербская волость       | Верба                  |
| 3.  | Головенская волость    | Головно                |
| 4.  | Городненская волость   | Городнее               |
| 5.  | Гороховская волость    | Горохов                |
| 6.  | Грибовицкая волость    | Грибовица              |
| 7.  | Дубечанская волость    | Дубенка                |
| 8.  | Заболотецкая волость   | Заболотье              |
| 9.  | Забужская волость      | Забужье                |
| 10. | Заречанская волость    | Заречье                |
| 11. | Згорянская волость     | Згораны                |
| 12. | Киселинская волость    | Киселин                |
| 13. | Княжская волость       | Княже                  |
| 14. | Корытницкая волость    | Корытница              |
| 15. | Крымнинская волость    | Крымно                 |
| 16. | Любомльская волость    | Любомль                |
| 17. | Микуличская волость    | Микуличи               |
| 18. | Новодворская волость   | Новый Двор             |
| 19. | Олеская волость        | Олеск                  |
| 20. | Переваловская волость  | Перевалы               |
| 21. | Подберезовская волость | Подберезье             |
| 22. | Порицкая волость       | Порицк                 |
| 23. | Поромовская волость    | Поромов                |
| 24. | Пульминская волость    | Пульмо                 |
| 25. | Рымачская волость      | Рымачи                 |
| 26. | Свинюхская волость     | Свинюхи                |
| 27. | Скобелская волость     | Скобелка               |
| 28. | Туричанская волость    | Туричаны               |
| 29. | Хоровская волость      | Хорев                  |
| 30. | Холоневская волость    | Холонов                |
| 31. | Хотячевская волость    | Хотячов                |
| 32. | Шацкая волость         | Шацк                   |